# Tauer
Tauer là một đô thị thuộc huyện Spree-Neiße, bang Brandenburg, Đức. Đô thị Tauer có diện tích 41,91 km², dân số thời điểm 31 tháng 12 năm 2006 là 804 người.